# Евгения (императрица Франции)
Императрица Евге́ния (урождённая Мария Эухения Игнасия Агустина Палафокс де Гусман Портокарреро-и-Киркпатрик, графиня де Монтихо; исп. María Eugenia Ignacia Agustina Palafox de Guzmán Portocarrero y Kirkpatrick, condesa de Teba; фр. Eugénie de Montijo; 5 мая 1826, Гранада — 11 июля 1920, Мадрид) — последняя императрица Франции, супруга Наполеона III. Известна своей красотой, была законодательницей моды для всей Европы.

## Происхождение

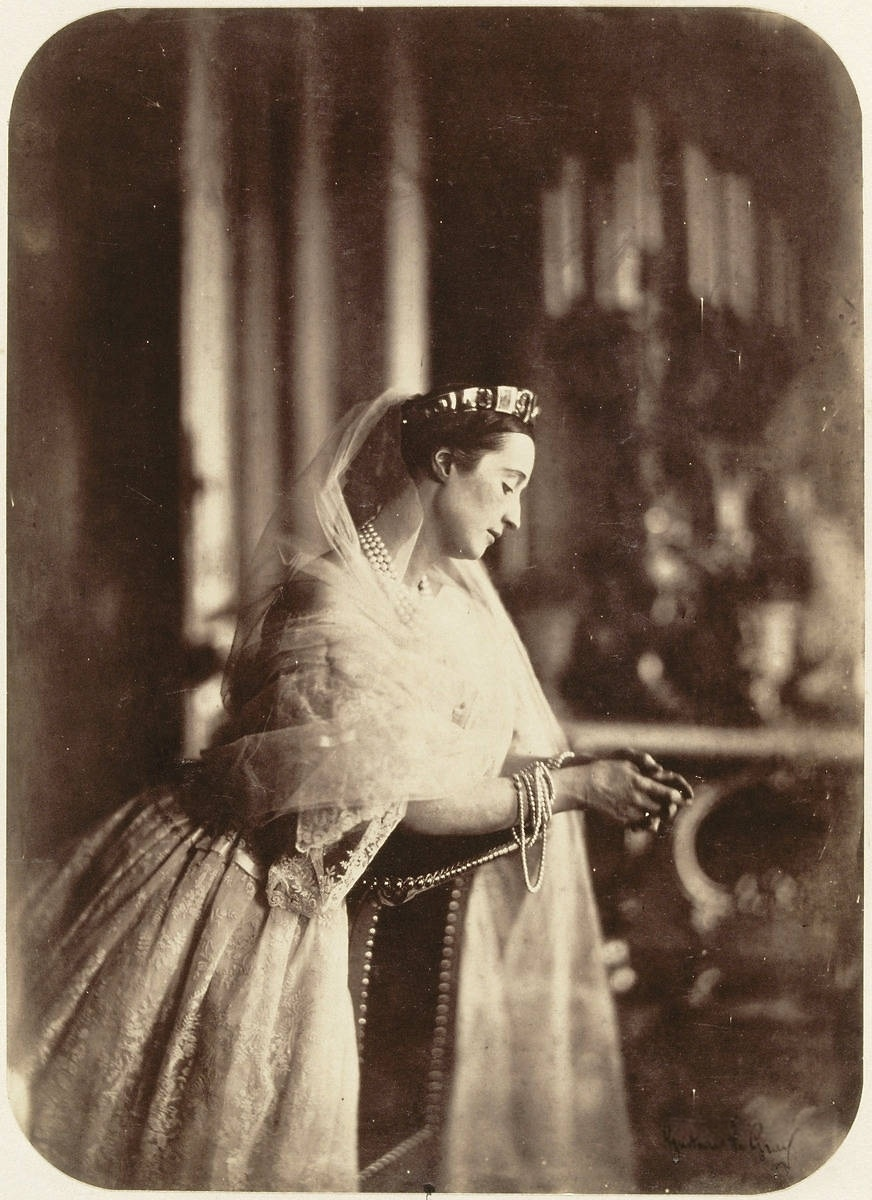
Евгения де Монтихо — Императрица Франции, 1856

Родилась в 1826 году в Гранаде в дворянской семье испанского, французского и шотландского происхождения. Мать — Мария Мануэла Киркпатрик (по отзыву А. О. Смирновой, «англичанка лёгкого поведения»); отец, Киприано Палафокс, гранд Испании, граф Монтихо, во время Франко-испанской войны воевал под знамёнами Наполеона. Поскольку с её родителями был хорошо знаком Проспер Мериме, в парижском обществе ходили слухи, будто Евгения — его дочь.
В 1829 году после смерти дальней родственницы из рода Суньига Сиприано Палафокс унаследовал титул герцога Пеньяранда. Старшая сестра Евгении Мария Франсиска стала рассматриваться как одна из самых завидных невест Испании; она стала женой 15-го герцога Альбы, который по прямой мужской линии происходил от короля Якова II Стюарта.
Евгения Палафокс получила образование в элитном парижском пансионе. Во Франции она предпочитала называть себя более звучно, Евгенией де Монтихо, хотя юридически графиней Монтихо была её старшая сестра, а сама Евгения носила титул 16-й графини Теба.

## Бытность императрицей
В 1852 году президент Луи Наполеон Бонапарт отправил её семье приглашение на бал в Елисейском дворце, там они познакомились и вскоре (30 января 1853 года) поженились. 
В браке родилось два сына:
- сын (род. и ум. 29 апреля 1853)
- Наполеон IV (1856—1879).

Вела активную светскую жизнь, поддерживала дружбу с княгиней Меттерних — хозяйкой модного салона. Неоднократно позировала для портретов Винтерхальтера, в том числе в наряде Марии Антуанетты, которую боготворила.

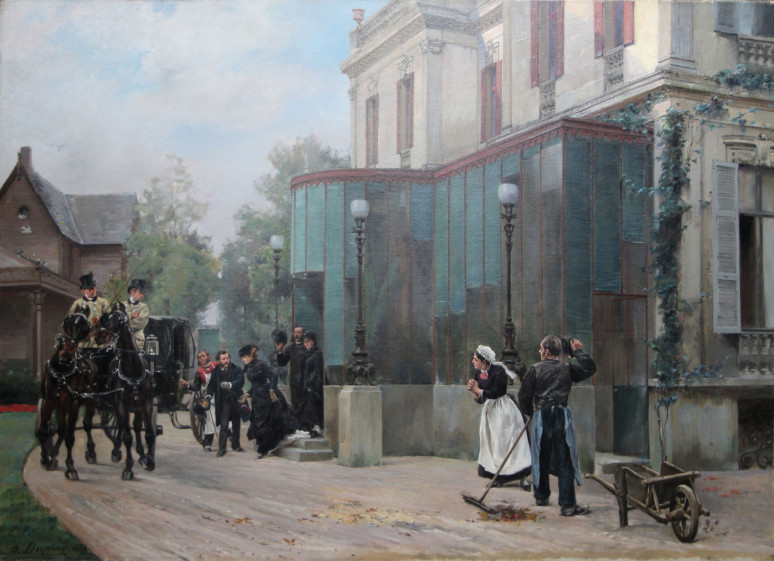
Художник Анри Луи Дюпре. Императрица Евгения в 1870 году тайком покидает Париж после провозглашения республики.

Во время отсутствия своего супруга в 1859, 1865 и 1870 годах она фактически исполняла обязанности регента. Ревностная католичка, придерживалась ультрамонтанских убеждений, не одобряла Рисорджименто и ослабления папской власти. Полагают, что именно она повлияла на решение мужа ввязаться в мексиканскую авантюру. При этом личная жизнь Евгении и Наполеона складывалась довольно неудачно. 
В 1870 году выступала за решительное противодействие Пруссии по вопросу о кандидатуре короля Испании, что привело к франко-прусской войне. После отъезда мужа в армию 23 июля 1870 года была назначена регентшей Франции. 4 сентября, после поражения в Седанской битве и пленения прусским войскам Наполеона III, выехала в Англию.

## После Сентябрьской революции
В 1873 году овдовела; после смерти сына Луи-Наполеона (в 1879 году погиб в войне англичан с зулусами) стояла во главе бонапартистской партии. Последние годы провела в уединении на вилле, выстроенной на Лазурном берегу в районе мыса Мартен.
Евгения дожила до глубокой старости и умерла в возрасте 94 лет в Мадриде, куда приехала повидать родственников из семейства Альба. Тело было захоронено в крипте аббатства Св. Михаила в Фарнборо (Великобритания), где покоятся её муж и сын.

## Память

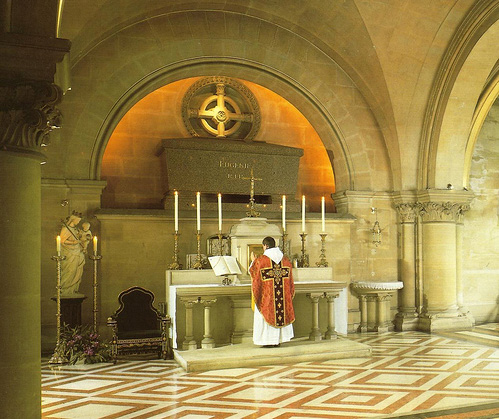
Гробница Евгении де Монтихо. Современная фотография.

В границах Владивостока расположен Архипелаг императрицы Евгении, открытый французскими моряками в начале 1850-х годов.
Излюбленным местом курортного отдыха императрицы был Биарриц, где по распоряжению Наполеона III в 1854 году была построена вилла Евгения, позже получившая название Отель-дю-Пале; первое здание сгорело 1 января 1903 года, и вскоре было восстановлено по стилю близко к оригиналу, но со значительно большим размахом.
В 1861 году на юго-западе Франции был создан бальнеологический курорт, названный в честь императрицы Эжени-ле-Бен; Евгения принимала участие в его торжественном открытии.
В честь императрицы назван астероид (45) Евгения, открытый в 1857 году.

## Образ в кино
- «Вернемся на Елисейские поля[фр.]» (Франция, 1938) — актриса Раймонда Аллен
- «Хуарес» (США, 1939) — актриса Гейл Сондергард.
- «Бисмарк» (Германия, 1940) — актриса Лиль Даговер.
- «Cисси[англ.]» (мини-сериал, Австрия, Италия, Германия, 2009) — актриса Андреа Ошварт.